# Habib Fattahi
Habib Fattahi (pers. حبيب فتاحى قره لر; ur. 8 grudnia 1948) – irański zapaśnik w stylu wolnym. Olimpijczyk z Montrealu 1976, gdzie odpadł w eliminacjach w kategorii 52 kg.